# Jacob Andersen (percussionist)
 Der er flere personer med dette navn, se Jacob Andersen.
Jacob Andersen (født 19. august 1960, død 27. marts 2021) var en dansk percussionist, der har medvirket på en lang række indspilninger med danske pop- og rockmusikere fra 1970'erne og frem til sin død og var blandt de mest benyttede danske studiemusikere. Gramex skrev i 2011, at Jacob Andersen var den mest spillede danske kunstner som følge af hans mange samarbejder og medvirken på andre folks materiale. Han er formentlig mest kendt for sin medvirken som keyboardspiller, trommeslager og sangskriver i Danseorkestret, sammen med sanger Jørgen Klubien og bassisten Rasmus Kærså (Moonjam). I 1994 var Jacob Andersen med OneTwo på deres Getting Better tour.
I slutningen af 2011 var han del af backing-gruppen for Soluna Samay på hendes debutalbum Sing Out Loud.
Herudover har Andersen bl.a. indspillet med Sneakers, Sebastian, Michael Falch, C.V. Jørgensen, Lars H.U.G., Dodo & The Dodos, Shu-bi-dua, Ray-Dee-Ohh, Rick Astley, MC Einar, Marilyn Mazur.